# Honorato de Buzançais
Honorato de Buzançais (n. Buzançais - 1250, Buzay), laico venerado en Berry y Poitou. Se celebra como santo de la Iglesia católica el 9 de enero.

## Biografía
Comerciante de ganado instalado en Buzancais (Indre), es muy apreciado por los miembros de su comunidad debido a su actitud piadosa y caritativa hacia todos. Dio mucho a los pobres y le gustaba ofrecer una dote a las virtuosas pero pobres muchachas de su parroquia.
Durante una estancia que hizo por negocios en el pueblo de Thénezay (ahora Deux-Sèvres), fue asesinado en un lugar llamado Buzay por dos de sus sirvientes que habían malversado grandes sumas de dinero. Luego abandonan su cuerpo en un bosque. Cuando lo encuentran, se organiza un funeral, y luego encontramos que muchas curaciones milagrosas ocurren por el simple contacto con su cuerpo. 
Siguió una disputa entre Buzancais y Thénezay, cada uno de los cuales reclamó la posesión de las reliquias del santo. Finalmente se decidió entregar su cuerpo a Buzancais y mantener la cabeza en Thénezay, donde se convirtió en objeto de un culto importante. Se construyó una capilla en la escena del asesinato y se organizó una peregrinación allí. El cráneo se conserva en la iglesia de Saint-Honoré en Thénezay.
Fue beatificado por Eugenio IV en 1444.